# Hurecourt
Hurecourt är en kommun i departementet Haute-Saône i regionen Bourgogne-Franche-Comté i östra Frankrike. Kommunen ligger i kantonen Vauvillers som tillhör arrondissementet Lure. År 2022 hade Hurecourt 47 invånare.

## Befolkningsutveckling
Antalet invånare i kommunen Hurecourt
| Referens: INSEE |